# Carnell Lake
Carnell Augustino Lake (Salt Lake City, 15 luglio 1967) è un ex giocatore di football americano e allenatore di football americano statunitense che ha giocato nel ruolo di safety e attualmente allena i cornerback dei Pittsburgh Steelers della National Football League (NFL). Fu scelto nel corso del secondo giro (34º assoluto) Draft NFL 1989 dagli Steelers. Al college ha giocato a football all'Università statale della Florida.

## Carriera da giocatore
Lake fu scelto nel corso del secondo giro del Draft 1989 dai Pittsburgh Steelers. Giocò nella NFL per 12 stagioni per Steelers, Jacksonville Jaguars, e Baltimore Ravens. Nella sua stagione da rookie, Lake partì come titolare in 15 partite su 16 e guidò gli Steelers con 5 fumble recuperati, venendo premiato come miglior rookie degli Steelers. Convocato per cinque Pro Bowl, nel corso della carriera mise a segno 25 sack, 16 intercetti e segnò 5 touchdown difensivi.
Nel 1997, Lake ricevette un voto per il premio di MVP della NFL dal giornalista di Sports Illustrated Peter King, risultato decisivo per l'assegnazione del premio a pari merito quell'anno tra Barry Sanders e Brett Favre.

## Palmarès
- (5) Pro Bowl (1994, 1995, 1996, 1997, 1999)
- (1) First-team All-Pro (1997)
- (3) Second-team All-Pro (1994, 1995, 1999)
- PFWA All-Rookie Team - 1989
- Formazione ideale della NFL degli anni 1990

## Statistiche
| Tackle     | 826 |
| Sack       | 25  |
| Intercetti | 16  |